# Matoujian
Matoujian (kinesiska: 马投涧, 马投涧乡) är en socken i Kina. Den ligger i provinsen Henan, i den centrala delen av landet, omkring 150 kilometer norr om provinshuvudstaden Zhengzhou. Antalet invånare är 49 744. Befolkningen består av 23 811 kvinnor och 25 933 män. Barn under 15 år utgör 20,0 %, vuxna 15-64 år 73 %, och äldre över 65 år 6,0 %.
Genomsnittlig årsnederbörd är 689 millimeter. Den regnigaste månaden är juli, med i genomsnitt 209 mm nederbörd, och den torraste är januari, med 3 mm nederbörd.